# Duncan van Moll
Duncan van Moll is een Nederlands voetballer. Hij speelt als middenvelder bij Spakenburg. Hij heeft drie seizoenen betaald voetbal gespeeld bij FC Zwolle.
Hij heeft zijn debuut gemaakt op 5 september 1998 in de thuiswedstrijd tegen Eindhoven. Op 25 augustus 2006 maakte hij zijn eerste doelpunt in de gewonnen uitwedstrijd tegen Cambuur Leeuwarden (0-4).
Inmiddels heeft van Moll aan spakenburg kenbaar gemaakt dat hij na zijn wereldreis niet terugkeert bij de zaterdagclub. hij vervolgt zijn loopbaan bij de topklasser AFC uit Amsterdam.

## Carrière
| Seizoen | Club AFC  | Land      | Competitie     | Wed. | Goals |
| ------- | --------- | --------- | -------------- | ---- | ----- |
| 1998/99 | FC Zwolle | Nederland | Eerste divisie | 5    | 0     |
| 1999/00 | FC Zwolle | Nederland | Eerste divisie | 3    | 0     |
| 2006/07 | FC Zwolle | Nederland | Eerste divisie | 32   | 3     |
| Totaal  | Totaal    | Totaal    | Totaal         | 40   | 3     |